# 13121 Tisza
13121 Tisza è un asteroide della fascia principale. Scoperto nel 1994, presenta un'orbita caratterizzata da un semiasse maggiore pari a 2,3317920 UA e da un'eccentricità di 0,1139746, inclinata di 4,88369° rispetto all'eclittica.
L'asteroide è dedicato al Tibisco, affluente del Danubio, tramite il suo endonimo in ungherese.